# Liste d'opérations militaires
Une opération militaire est une action, planifiée (dates, moyens déployés, horaires, personnels, encadrements et objectifs), menée par des forces armées. Les opérations militaires peuvent combiner des opérations aériennes, des opérations terrestres et des opérations navales ; elles sont dites alors interarmées.

## Opérations militaires de la Première Guerre mondiale
Voir Catégorie:Bataille ou opération de la Première Guerre mondiale
1914
À l'ouest : 
- La France attaque en Alsace-Lorraine pour couper en deux l'armée allemande.
- L'Allemagne met en œuvre le plan Schlieffen : Envahir la Belgique pour prendre l'armée française en tenaille.
- Bataille de la Marne du 6 au 13 septembre, les Allemands sont obligés de reculer jusqu'à l'Aisne.
- Faute de pouvoir enfoncer le front, les deux adversaires tentent de se déborder par l'Ouest, c'est la course à la mer.
- Mi-novembre: le front s'étend sur plus de 800 km de la Suisse à la Mer du Nord.

À l'est : 
- L'offensive russe en Prusse orientale est arrêtée par les Allemands aux batailles de Tannenberg (août 1914) et des lacs Mazures (septembre 1914). Les Russes commencent alors un recul vers l'Est qui durera jusqu'en 1917.

1915-1916
- Le front se stabilise à l'Ouest malgré les grands offensives : en Champagne (février 1915), en Artois (mai-juin 1915), dans la Somme (juillet, septembre 1916), à Verdun (février-juin 1916). C'est la guerre d'usure.

1917
- Les Allemands lancent la guerre sous-marine pour assurer le blocus économique de l'Angleterre et de la France
- Les États-Unis se bornent, dans un premier temps, à rompre les relations diplomatiques avec l'Allemagne.
- Le 2 avril 1917, prétextant la destruction de navires de guerre américains, les États-Unis entrent en guerre aux côtés des alliés (Croisade pour la liberté et la démocratie de Wilson)
- Opération ARKHANGELSK, les allies débarquent des troupes en Russie, pour mater la rébellion bolchevique,cette opération orchestrée par les États-Unis, sera un échec, la France y participe notamment avec l'engagement de deux escadrons de cavalerie légion étrangère, compose essentiellement des premiers russes blancs réfugies en France.

1918
- Victoire allemande à l'Est (Russie). Lénine préconise une paix séparée avec l'Allemagne.
- 3 mars 1918 : Traité de Brest-Litovsk.
- Juillet 1918 : les effectifs américains augmentent: arrivée d'un million d'hommes en France.
- L'Entente dispose d'un matériel neuf (chars livrés par les usines Renault) alors que les Allemands ont épuisé leur réserve en hommes et en matériel.
- Recul des troupes des Puissances centrales en août-septembre 1918.
- Effondrement de leurs alliés (Bulgarie, Turquie)
- Dislocation de l'Empire austro-hongrois.
- Les Autrichiens signent l'armistice le 3 novembre.
- Militairement vaincue et privée d'alliés, l'Allemagne demande la fin de la guerre. Le 11 novembre 1918: le gouvernement de la nouvelle république allemande signe l'armistice à Rethondes.

## Années 1945-1950
- Opération Deadlight
- Opération Nahshon (1948)
- Opération Thankful

## Années 1950-1960
- Opération Castor (1954)
- Opération Mousquetaire (1956)
- Plan Challe (1959-1960)

## Années 1960-1970
- Opération Charrue courte, levée du blocus de la base de Bizerte (Tunisie), du 17 au 23 juillet 1961
- Opération de rétablissement de l'ordre au Gabon (18 février 1964)
- Opération Claret (en), opération britannique en Malaisie, de juillet 1964 à juillet 1966
- Opération Limousin, assistance militaire et administrative au gouvernement du Tchad du 14 avril 1969 au 27 octobre 1972
- Opération Secours Tunisie, missions de sauvetage, ravitaillement et liaison à la suite des inondations, du 11 octobre au 6 novembre 1969

## Années 1971-1980
- Opération Bison, au Tchad (du 11 janvier au 10 mars 1971)
- Opération Attila (invasion turque de Chypre, 1974)
- Opération Barracuda (1979)
- Opération Bonite (1978)
- Opération Condor
- Opération Eagle Claw
- Opération Feuerzauber (1977)
- Opération Tacaud, au Tchad (de février 1978 à mai 1980)
- Force intérimaire des Nations unies au Liban (FINUL, à partir de 1978)
- Opération Nimrod (1980)

## Années 1980-1990
- Programme afghan (1979 à 1987) (armement par la CIA des moudjahidines afghans de la guerre d'Afghanistan (1979-1989) contre l'URSS).
- Force multinationale et observateurs au Sinaï (FMO, à partir de 1982)
- Opération Keyhole (1982)
- Raid sur l’île de Pebble (1982)
- Opération Manta au Tchad (1983)
- Opération Just Cause (1989)

## Années 1990-2000
- Opération Tempête du désert (États-Unis contre Irak, 1991)
- Opération Daguet (1991)
- Opération Libage (1991)
- Mission des Nations unies pour l'organisation d'un référendum au Sahara occidental (MINURSO)
- Opération Turquoise
- Opération Corymbe (depuis 1990)
- Opération Noroît (1990)
- Opération Allied Forces (Force Alliée) (24 mars 1999, OTAN)
- Kosovo Force (KFOR)
- Opération Diapason
- Opération Amaryllis (1994)
- Opération Enduring Freedom
- Opération Chavín de Huántar (Pérou, 1997).
- Opération Barras (2000)

## Années 2000-2010
- Mission des Nations unies en Éthiopie et en Érythrée (MINUEE, 2000)
- Opération Licorne
- Opération Trent (2001)
- Mission des Nations unies de stabilisation en Haïti (MINUSTAH)
- Mission de l'Organisation des Nations unies en République démocratique du Congo (MONUC, à partir de 2000)
- Opération Condor (2002)
- Opération Carbet (2003)
- Opération liberté irakienne (2003)
- Opération Providence (2003)
- Opération Concordia (2003)
- Opération Proxima (2003)
- Opération Artémis (2003)
- Opération Althée (2004)
- Opération Marlborough (2005)
- Opération Pamir
- Mission intérimaire des Nations unies au Kosovo (MINUK)
- Mission des Nations unies au Libéria (MINUL)
- Mission des Nations unies en Côte d'Ivoire (ONUCI)
- Organisation des Nations unies pour la surveillance de la trêve (ONUST)
- Opération Harpie (depuis 2008)
- Opération Jaque (2008)

- Opération Tamour (2012)
- Intervention militaire au Mali (11 janvier 2013 - en cours) : opération Serval (France, jusqu'en juillet 2014), MISMA (Union africaine et CEDEAO) et forces armées tchadiennes d'intervention au Mali (FATIM, Tchad, intégrées à la MISMA en mars 2013), puis MINUSMA (succède à la MISMA en juillet 2013, prolongée jusqu'en juin 2015)
- Opération Sangaris (France en Centrafrique, décembre 2013)
- Opération Bordure protectrice (Israël contre Gaza, juillet 2014)
- Opération Barkhane (France au Sahel, juillet 2014)
- Guerre contre l'État islamique (Irak/Syrie, Depuis septembre 2014)
  - Opération Inherent Resolve (États-Unis),
  - Opération Chammal (France),
  - Opérations de l'Arabie Saoudite, la Jordanie et les Émirats arabes unis.

## À partir de 2020
- Opération Résilience (25 mars 2020 - en cours)
- Opération Gardien de la prospérité (18 décembre 2023 - en cours)
- Opération Aspide (19 février 2024 - en cours)